# The Turtle's Head
The Turtle's Head è un cortometraggio del 2014 scritto e diretto da Ari Aster.

## Trama
Un detective poco professionale e particolarmente ossessionato dal sesso, inizia a decadere quando una particolare condizione medica lo colpisce.

## Produzione
Sesto cortometraggio di Aster, The Turtle's Head è stato prodotto da lui stesso con Ahsen Nadeem, come per il cortometraggio precedente Basically.